# Hemiphaga spadicea
Hemiphaga spadicea là một loài chim trong họ Columbidae.